# Carlo Bomans
Carlo Bomans (Bree, 10 juni 1963) is een voormalig Belgisch wielrenner.

## Carrière
Als junior werd Carlo Bomans in 1981 Belgisch kampioen op de weg en nam in 1984 deel aan de wegwedstrijd op de Olympische Zomerspelen 1984 in Los Angeles. In 1986 werd hij beroepswielrenner.
In 1989 werd Bomans in Waregem Belgisch kampioen op de weg, voor Eddy Planckaert en Fons De Wolf. Hij startte zeven maal in de Ronde van Frankrijk tussen 1986 en 1995, maar had daarin niet veel succes. Zijn hoogste klassering was een 76e plaats in 1994.
Bomans kende in zijn loopbaan veel medische problemen en moest verscheidene malen geopereerd worden wegens breuken en knieblessures.
Van oktober 2005 tot februari 2016 was hij bondscoach van de Belgische profwegrenners in opvolging van José De Cauwer. Als bondscoach won hij in 2012 het WK Wielrennen op de weg met Philippe Gilbert. In 2016 werd Bomans bondscoach van de junioren. Bij de profs werd hij opgevolgd door Kevin De Weert.
Hij is de vader van wielrenner Glenn Bomans.

## Belangrijkste overwinningen
1984
- Parijs-Troyes
- Omloop Het Volk voor Beloften & elite zonder contract

1986
- 2e etappe Ronde van België

1989
- Belgisch kampioen op de weg, Elite
- 4e etappe Ronde van België
- Druivenkoers Overijse

1990
- 1e etappe Ronde van de Middellandse Zee
- 7e etappe Ronde van de Middellandse Zee
- 3e etappe Parijs-Nice

1991
- 5e etappe Ster van Bessèges

1993
- 2e etappe deel A Hofbrau Cup
- 4e etappe Ronde van Frankrijk (TTT) met GB–MG Maglificio (met Franco Ballerini, Mario Cipollini, Zenon Jaskuła, Johan Museeuw, Wilfried Peeters, Laurent Pillon, Flavio Vanzella en Franco Vona)

1994
- Dwars door België
- Grote Prijs Raymond Impanis
- GP Dr. Eugeen Roggeman – Stekene

1996
- E3 Prijs Vlaanderen

## Resultaten in voornaamste wedstrijden
| Jaar | Ronde van Italië | Ronde van Frankrijk | Ronde van Spanje |
| ---- | ---------------- | ------------------- | ---------------- |
| 1986 |                  | opgave              |                  |
| 1988 |                  |                     |                  |
| 1989 |                  | 137e                |                  |
| 1990 |                  | 110e                |                  |
| 1991 |                  | opgave              |                  |
| 1993 |                  | buiten tijd         |                  |
| 1994 |                  | 76e                 |                  |
| 1995 |                  | buiten tijd         |                  |
| 1996 |                  |                     |                  |
| 1997 |                  |                     |                  |
| 1998 |                  |                     |                  |

| Jaar | Milaan-San Remo | Gent-Wevelgem | Ronde van Vlaanderen | Parijs-Roubaix | Amstel Gold Race | Luik-Bast.‑Luik | E3 Harelbeke | Parijs-Brussel | Omloop Het Volk |  | Wereldranglijsten |
| ---- | --------------- | ------------- | -------------------- | -------------- | ---------------- | --------------- | ------------ | -------------- | --------------- |  | ----------------- |
| 1986 | 90e             |               | 37e                  |                |                  |                 | 6e           | 27e            |                 |  |                   |
| 1988 | 49e             |               |                      |                |                  |                 |              |                | 8e              |  |                   |
| 1989 |                 |               |                      | 35e            | 43e              |                 |              | ↑              |                 |  |                   |
| 1990 |                 | 37e           | 4e                   | 28e            |                  |                 |              | 91e            | 10e             |  |                   |
| 1991 |                 | 82e           | 12e                  | ↑              | 8e               | 14e             |              | 101e           | Zilver          |  | 12e (UWB)         |
| 1993 | 55e             | 45e           | 50e                  |                |                  |                 |              | 29e            |                 |  |                   |
| 1994 |                 | 11e           | 14e                  |                |                  |                 | 18e          | 18e            |                 |  |                   |
| 1995 |                 | 14e           |                      |                |                  |                 | ↑            | 73e            |                 |  |                   |
| 1996 | 66e             |               | 27e                  |                |                  |                 | ↑            |                |                 |  |                   |
| 1997 | 126e            | 94e           | 22e                  |                |                  |                 |              |                | 47e             |  |                   |
| 1998 |                 | 19e           | 16e                  |                | 50e              | 78e             | 12e          |                |                 |  |                   |